# Canberra Cavalry
Uniformes
Les Canberra Cavalry sont un club de baseball australien fondé en 2010 à Canberra dans le Territoire de la capitale australienne. Les matchs à domicile se jouent au Narrabundah Ballpark.
Les Cavalry évoluent en Ligue australienne de baseball depuis 2010. En saison inaugurale, ils terminent sixièmes et derniers du classement final.

## Histoire
La franchise est fondée en 2010 avec le retour de la Ligue australienne de baseball,.
À la suite d'une compétition lancée pour laisser les fans choisir les noms des franchises, la Name Your ABL Team, Canberra prend le nom de Cavalry.

## Managers
Le premier et actuel manager de la franchise est l'américain Steve Schrenk, ancien lanceur de Ligue majeure de baseball et manager en Ligue mineure aux États-Unis.

## Saisons
- 2010-2011: 6e.

## Trophées et honneurs individuels
- Gant doré : Marieskon Gregorius en 2011[7].
- Meilleur batteur : Michael Collins en 2011[8].

## Médias
Triple H FM, une radio locale de Sydney, commente une partie des matchs des Canberra Cavalry pendant la saison inaugurale.